# Fábrica

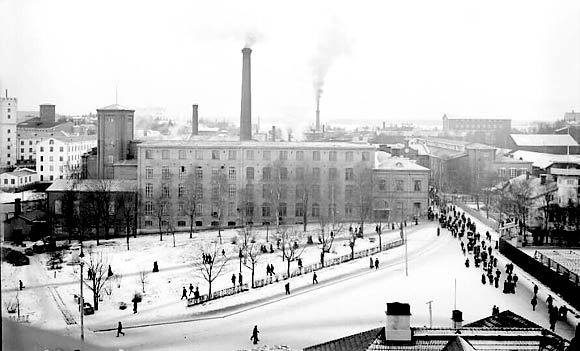
La jornada de trabajo termina en la fábrica Tampella en Tampere, Finlandia en 1910.

Una fábrica (del latín fabrica, "obra"), también denominada planta industrial o recinto fabril, es un lugar físico o virtual, abastecido de máquinas, herramientas y espacio, necesarios para la elaboración o producción de algún objeto material o de algún servicio. Habitualmente, vocablo se asocia con un lugar físico donde se procesan materias primas, pero en la economía moderna también se extiende el concepto a los lugares virtuales en los que se generan servicios, por extensión del proceso de transformación de ideas en servicios útiles, así como por ejemplo la capacitación.
En la actualidad, las fábricas han reemplazado la mano de obra por tecnología, para reducir costos y aumentar la productividad.

## Dos usos del término «fábrica»
- El vocablo fábrica tal y como se usa hoy en día es relativamente moderno, ya que la fabricación y los procesos industriales aparecen con la Revolución industrial, en la segunda mitad del siglo XVIII.[5]
- El vocablo fábrica tiene un uso anterior en el campo de la arquitectura y construcción.[6] Se llama «fábrica» a la edificación construida a base de módulos dispuestos u organizados con el fin de soportar la estructura. Dentro de esta definición, se encuentran todas las formas de mampostería, típico sistema constructivo desde la expansión romana en Europa. Durante el Renacimiento se conocía como fábrica al edificio mismo, independientemente de su modalidad de construcción.[1]

## Historia

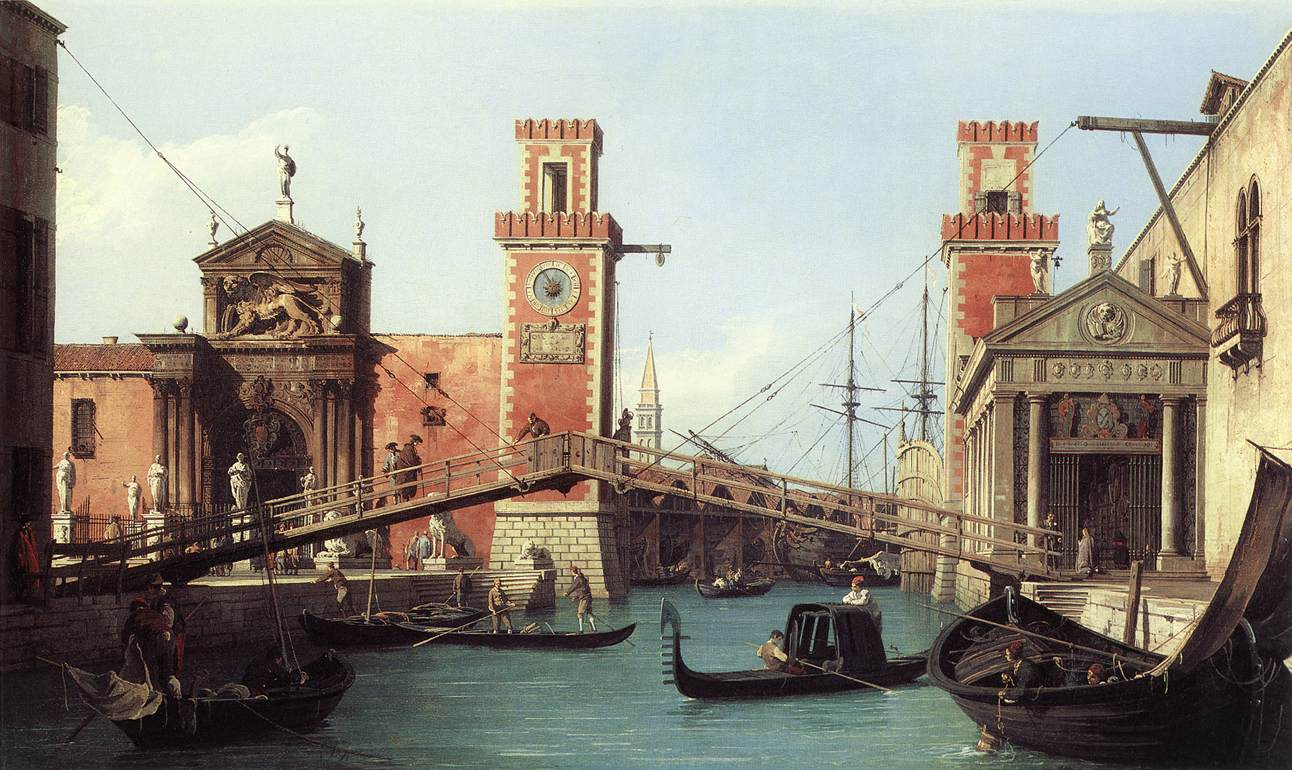
Entrada al Arsenal de Venecia por Canaletto, 1732.

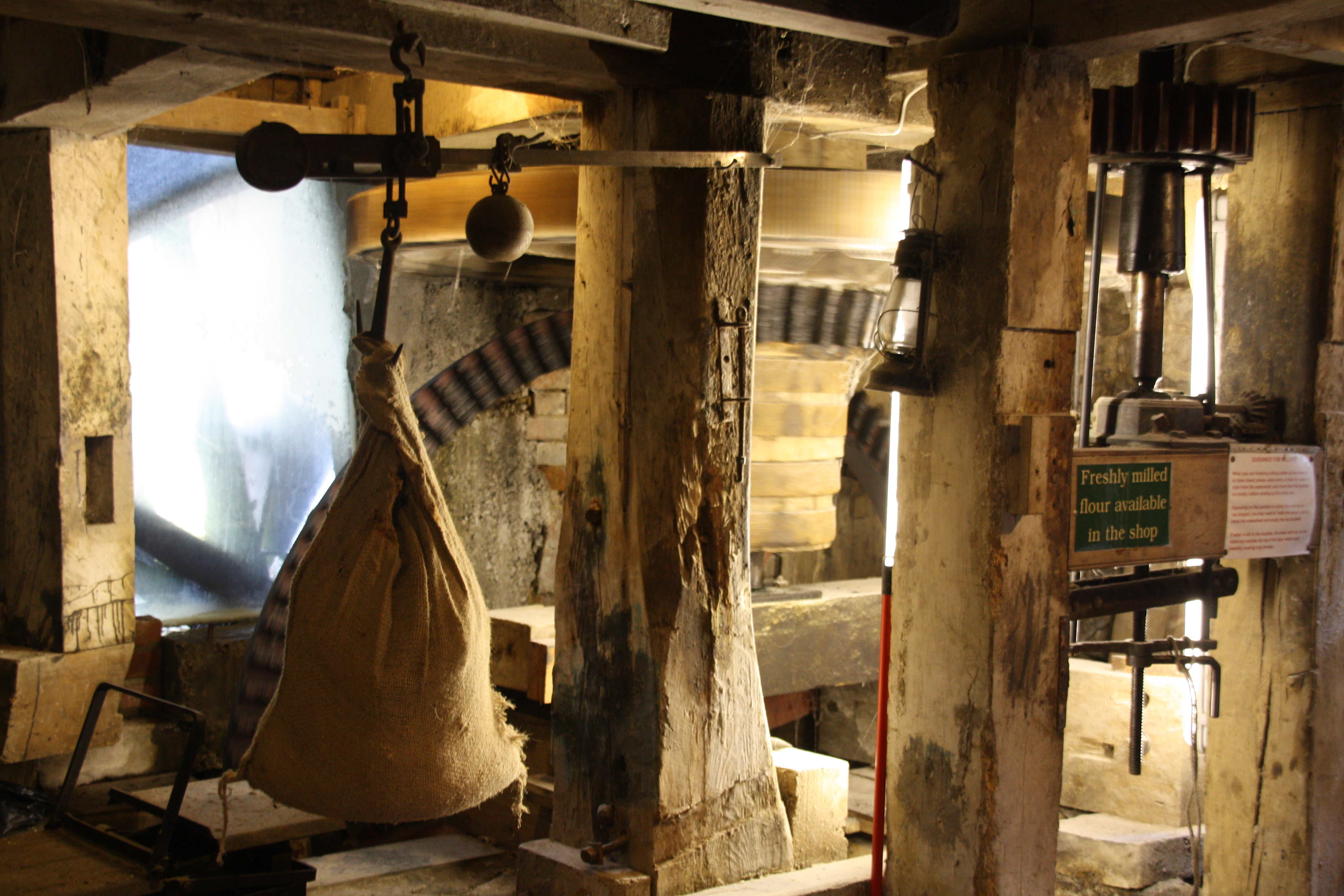
Interior del molino de agua de Lyme Regis, Reino Unido en el.

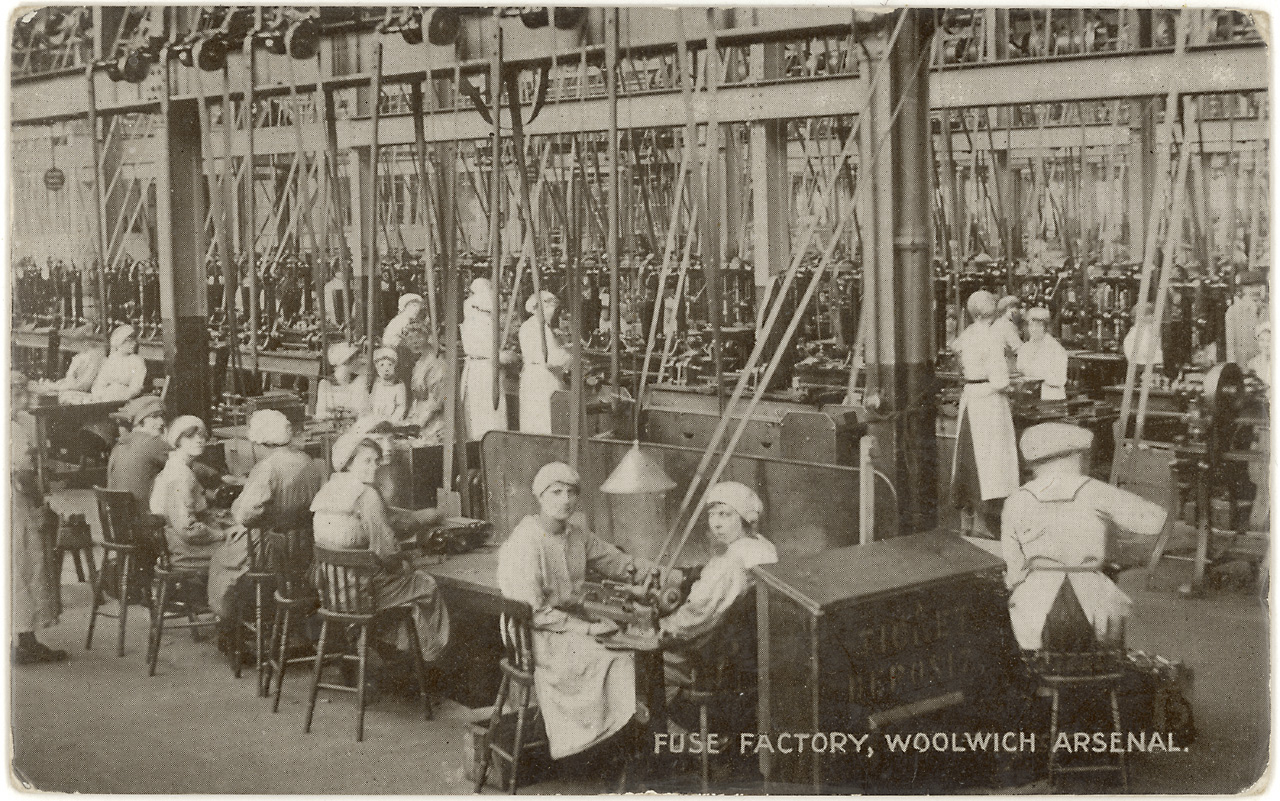
Trabajadoras en una fábrica de fusibles, a finales del.

Max Weber consideraba que la producción durante la antigüedad nunca mereció la clasificación de fábrica, con métodos de producción y la situación económica contemporánea incomparables con los desarrollos modernos o incluso premodernos de la industria. En la antigüedad, la producción más temprana limitada al hogar, se convirtió en un esfuerzo separado e independiente del lugar de habitación con la producción en ese momento sólo comenzando a ser característica de la industria, denominada como "industria de taller no libre", una situación causada especialmente bajo el reinado del faraón egipcio, con el empleo de esclavos y sin diferenciación de habilidades dentro del grupo de esclavos comparable a las definiciones modernas como división del trabajo.
Según las traducciones de Demóstenes y Heródoto, Naucratis era una o la única fábrica en todo el antiguo Egipto. Una fuente de 1983 (Hopkins), afirma que la mayor producción fabril en la antigüedad fue de 120 esclavos dentro del siglo IV a. C. en Atenas. Un artículo dentro del The New York Times con fecha 13 de octubre de 2011 afirma:

"En una cueva africana, signos de una antigua fábrica de pintura…"
dijo: John Noble Wilford.

... descubierto en la cueva de Blombos, una cueva en la costa sur de Sudáfrica donde se encontraron herramientas e ingredientes de 100 000 años de antigüedad con los que los primeros humanos modernos mezclaban una pintura a base de ocre.
Aunque la definición de fábrica del Cambridge Online Dictionary dice: "Es un edificio o conjunto de edificios donde se fabrican grandes cantidades de productos utilizando máquinas…"
Y en otro lugar:

"La utilización de las máquinas presupone la cooperación social y la división del trabajo..."
dijo: Ludwig von Mises.

Una fuente afirma que la primera máquina eran trampas utilizadas para ayudar en la captura de animales, lo que corresponde a la máquina como un mecanismo que funciona de forma independiente o con muy poca fuerza por la interacción de un humano, con una capacidad de uso repetido con la operación exactamente igual en cada ocasión de funcionamiento. La rueda se inventó c. 3000 a. C., la rueda de radios c. 2000 a. C. La Edad de Hierro comenzó aproximadamente entre el 1200 y el 1000 a. C. Sin embargo, otras fuentes definen la maquinaria como un medio de producción.
La arqueología proporciona una fecha para la ciudad más antigua como 5000 AC como Tell Brak (Ur et al. 2006), por lo tanto una fecha para la cooperación y los factores de la demanda, por un aumento de tamaño de la comunidad y la población para hacer algo como la producción a nivel de fábrica una necesidad concebible.
El arqueólogo Bonnet, desenterró los cimientos de numerosos talleres en la ciudad de Kerma demostrando que ya en el año 2000 a. C. Kerma era una gran capital urbana.
El molino de agua se fabricó por primera vez en el Imperio Persa en algún momento antes del año 350 a. C. En el siglo III a. C. , Filón de Bizancio describe una rueda accionada por agua en sus tratados técnicos. Las fábricas que producían garum eran comunes en el Imperio Romano. El acueducto y molinos de Barbegal es un complejo industrial del siglo II d. C.  encontrado en el sur de Francia. En la época del siglo IV d. C., existía una instalación de molienda de agua con capacidad para moler 28 toneladas de grano al día, una tasa suficiente para satisfacer las necesidades de 80 000 personas, en el Imperio Romano.
El gran aumento de la población en las ciudades islámicas medievales, como el millón y medio de habitantes de Bagdad, condujo al desarrollo de instalaciones de molienda fabriles a gran escala con mayor productividad para alimentar y mantener a la gran población creciente. Una fábrica de procesamiento de grano del siglo X en la ciudad egipcia de Bilbays, por ejemplo, producía unas 300 toneladas de grano y harina al día. Tanto los molinos de agua como los molinos de viento eran ampliamente utilizados en el mundo islámico de la época.
El Arsenal de Venecia también ofrece uno de los primeros ejemplos de fábrica en el sentido moderno de la palabra. Fundado en 1104 en Venecia, República de Venecia, varios cientos de años antes de la Revolución Industrial, producía barcos en cadena de montaje utilizando el piezas manufacturadas. Al parecer, el Arsenal de Venecia producía casi un barco cada día y, en su apogeo, empleaba a 16.000 personas.

### Revolución industrial

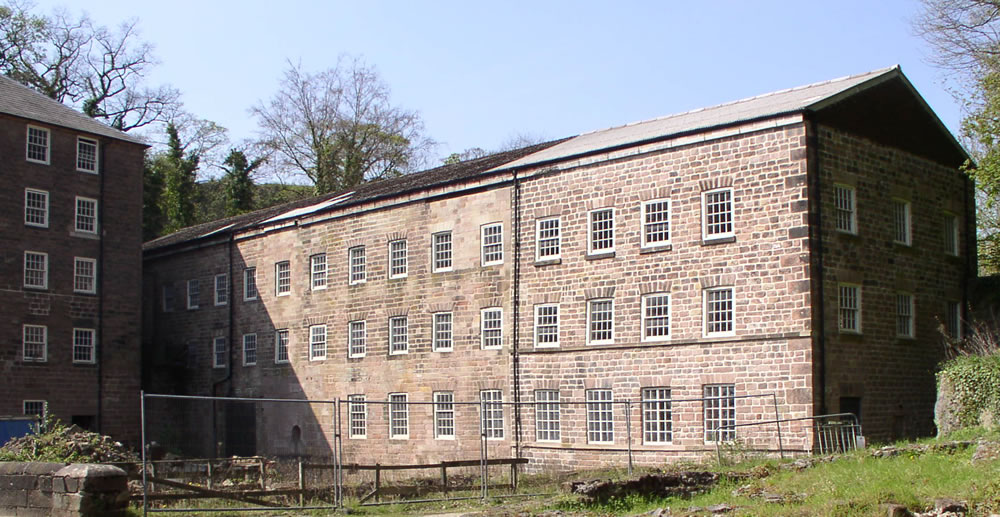
Cromford Mill tal y como es hoy.

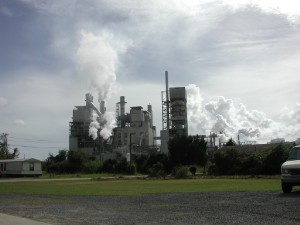
Fábrica de papel en Georgetown (Carolina del Sur), Estados Unidos.

Una de las primeras fábricas fue el Museo Industrial de Derby de John Lombe en Derby, que funcionaba en 1721. En 1746, una fábrica de latón integrada funcionaba en Warmley, cerca de Bristol. La materia prima entraba por un extremo, se fundía en latón y se convertía en sartenes, alfileres, alambre y otros bienes. Se proporcionaba alojamiento a los trabajadores en el lugar. Josiah Wedgwood en Staffordshire y Matthew Boulton en su Soho Manufactory fueron otros de los primeros industriales destacados que emplearon el sistema de fábrica.
El sistema de fábrica comenzó a generalizarse algo más tarde, cuando el algodón hilado se mecanizó.
Richard Arkwright es la persona a la que se atribuye la invención del prototipo de la fábrica moderna. Después de patentar su hiladora hidráulica en 1769, estableció Cromford Mill, en Derbyshire, Inglaterra, ampliando significativamente el pueblo de Cromford para dar cabida a los trabajadores migrantes nuevos en la zona. El sistema de fábrica era una nueva forma de organizar la mano de obra que se hizo necesaria por el desarrollo de máquinas demasiado grandes para albergarlas en una casa de campo de los trabajadores. Las horas de trabajo eran tan largas como las del agricultor, es decir, de sol a sol, seis días a la semana. En general, esta práctica redujo esencialmente a los trabajadores cualificados y no cualificados a mercancías reemplazables. La fábrica de Arkwright fue la primera fábrica de hilado de algodón de éxito en el mundo; mostró inequívocamente el camino a seguir por la industria y fue ampliamente copiada.
Entre 1770 y 1850 las fábricas mecanizadas suplantaron a los talleres artesanales tradicionales como forma predominante de institución manufacturera, porque las fábricas de mayor escala disfrutaban de una importante ventaja tecnológica y de supervisión sobre los pequeños talleres artesanales. Las primeras fábricas (que utilizaban el sistema de fábrica) se desarrollaron en la industria textil del algodón y la lana. Las generaciones posteriores de fábricas incluyeron la producción mecanizada de calzado y la fabricación de maquinaria, incluidas las máquinas herramienta. Después vinieron las fábricas que abastecían a la industria ferroviaria, como los trenes de laminación, las fundiciones y las fábricas de locomotoras, junto con las fábricas de equipos agrícolas que producían arados y segadoras de acero fundido. A partir de la década de 1880 se fabricaron bicicletas en masa.
La fundición Nasmyth, Gaskell and Company, que comenzó a funcionar en 1836, fue una de las primeras fábricas en utilizar la manipulación moderna de materiales, como grúas y vías férreas a través de los edificios para manipular artículos pesados.
La electrificación a gran escala de las fábricas comenzó alrededor de 1900 tras el desarrollo del motor de corriente alterna, que era capaz de funcionar a velocidad constante en función del número de polos y de la frecuencia eléctrica actual. Al principio se añadieron motores más grandes a las líneas de ejes, pero en cuanto se generalizó la disponibilidad de motores de pequeña potencia, las fábricas pasaron a utilizar la transmisión por unidades. La eliminación de los ejes de línea liberó a las fábricas de las restricciones de diseño y permitió que la disposición de la fábrica fuera más eficiente. La electrificación permitió la automatización secuencial mediante la lógica de relés.

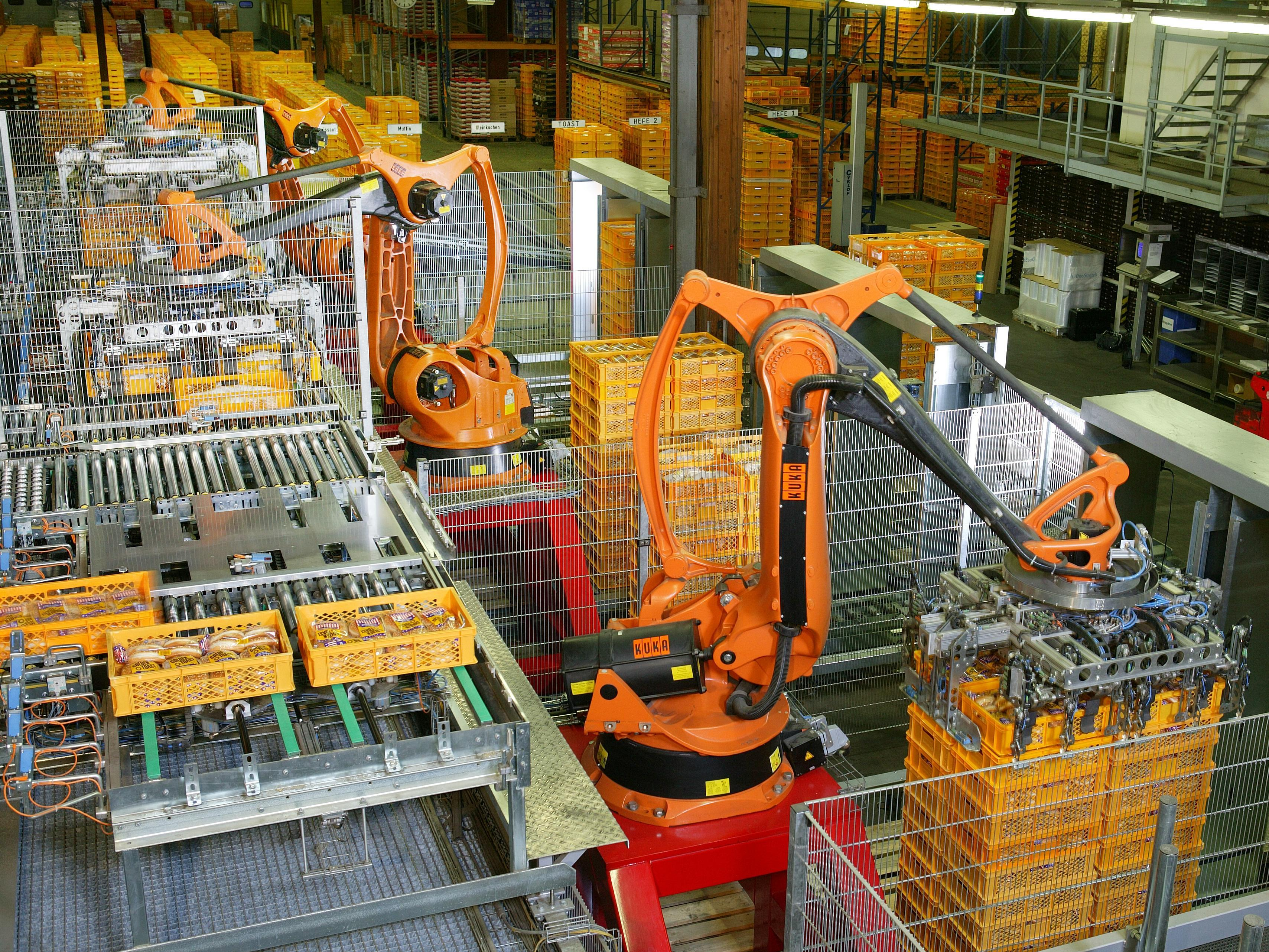
Automatización de fábricas con robots industriales para paletizar productos alimenticios como pan tostado, en una panadería de Alemania.

### Línea de montaje
Henry Ford revolucionó aún más el concepto de fábrica a principios del siglo XX, con la innovación de la producción en masa. Obreros altamente especializados situados junto a una serie de rampas rodantes construían un producto como (en el caso de Ford) un automóvil. Este concepto redujo drásticamente los costes de producción de prácticamente todos los productos manufacturados y trajo consigo la era del consumismo.
A mediados y finales del siglo XX, los países industrializados introdujeron fábricas de nueva generación con dos mejoras:
1. Métodos avanzados de estadística de control de calidad, impulsados por el matemático estadounidense William Edwards Deming, a quien su país de origen ignoró inicialmente. El control de calidad convirtió a las fábricas japonesas en líderes mundiales en coste-eficacia y calidad de producción.
2. Robots industriales en las fábricas, introducidos a finales de la década de 1970. Estos brazos soldadores y pinzas controlados por ordenador podían realizar tareas sencillas, como fijar la puerta de un coche, de forma rápida e impecable las 24 horas del día. Esto también redujo los costes y mejoró la velocidad.

Algunas especulaciones en cuanto al futuro de la fábrica incluye escenarios con prototipado rápido, nanotecnología y órbita a cero-gravedad instalaciones.